# Подполковник
Подполко́вник — чин и воинское звание старшего офицерского состава между майором и полковником в вооружённых силах многих государств мира.

## В России и СССР
Чин подполковника появился в России (на Руси) в Войске как должность (заместитель командира полка) в стрелецком войске и полках нового строя в конце XV — начале XVI веков. В стрелецких полках, как правило, стрелецкий полуголова (подполковник) (зачастую «подлого» происхождения) исполняли все административные функции за стрелецкого голову, назначавшегося из числа дворян или бояр. Позже существовал в Армии России имперского периода.
В XVII веке и начале XVIII века чин (должность-звание) именовался как полуполковник вследствие того, что подполковник обычно, кроме прочих своих обязанностей, командовал второй половиной полка — задними рядами в построении и резервом (до введения батальонного построения регулярных солдатских (наёмных), рейтарских, драгунских и иных полков). Позже стал называться полуполковник рейтарского строя, полуполковник драгунского строя и так далее, в зависимости от рода оружия.

### Российская империя
С момента учреждения Табели о рангах и до упразднения чинов подполковник относился к 7-му классу Табели и по 1856 год давал право на потомственное дворянство. В 1884 году после упразднения чина майора в русской армии все майоры (за исключением уволенных либо запятнавших себя неблаговидными проступками) были произведены в подполковники. С этого момента чину подполковника в казачьих войсках соответствовал чин войскового старшины, ранее соответствовавший чину майора. В те времена знаком различия подполковника было не две, а три звёздочки, а размер звёздочек был значительно меньше, чем у нынешних старших офицеров. С 1887 года производство в чин подполковника в русской армии происходило в один день — 26 февраля.
Во флоте чину подполковника соответствовал чин капитана 2-го ранга, а в гражданской службе — надворного советника.
На территории Петроградского военного округа чин прекратил существование с 3 (16) декабря 1917 года на основании приказа по округу.
В армейских частях на остальной территории Российской республики, подконтрольной Совнаркому, чин прекратил существование с 17 (30) декабря 1917 года — даты вступления в силу принятого Совнаркомом «Декрета об уравнении всех военнослужащих в правах».
В белой Добровольческой армии чин существовал в декабре 1917 — ноябре 1918 годов, после чего был упразднён для уравнения в правах капитанов гвардии с другими офицерами. Однако в Русской армии П. Н. Врангеля чин подполковника был восстановлен в апреле 1920 года.

### СССР
1918—1943 годы
В РККА звание подполковника длительное время отсутствовало. Оно появилось только в 1924 году в виде штатной категории К8 — «помощник командира полка и ему равные», которая в 1935 году с введением персональных званий была ликвидирована. Воинское звание вновь введено 1 сентября 1939 года постановлением ЦИК и СНК СССР № 2690 (статья 41-я Закон о всеобщей воинской обязанности), которое было объявлено приказом народного комиссара обороны (НКО) № 226 от 26 июля 1940 года. Когда оно впервые было присвоено, в качестве знаков различия использовались бывшие «полковничьи» (по три «шпалы» на петлицах). На флоте званию подполковника стало соответствовать корабельное звание «капитан 2-го ранга», в военно-политическом составе — звание «старший батальонный комиссар», в других категориях начальственного и административного состава — все специалисты 1-го ранга (военинженер, военврач, военветврач, интендант, военюрист).
1943—1992 годы
В конце января 1943 года в РККА были введены погоны. С этого момента звание подполковника обозначалось двумя большими горизонтально расположенными звёздами на погонах с двумя просветами. Звёзды должны были располагаться на расстоянии 35 миллиметров от нижнего края погона («Правила ношения военной формы одежды Советской Армии и Военно-Морского Флота»). С 7 ноября 1944 года звезды на погонах подполковника размещаются на самих просветах, а не по их сторонам.

### Российская Федерация
| Младшее воинское звание: Майор | Подполковник | Старшее воинское звание: Полковник |

Перед воинским званием военнослужащего, проходящего военную службу в гвардейской воинской части, на гвардейском корабле, добавляется слово «гвардии», то есть «гвардии подполковник».
К воинскому званию военнослужащего, имеющего военно-учётную специальность юридического или медицинского профиля, добавляются соответственно слова «юстиции», то есть «подполковник юстиции» или «медицинской службы», то есть «подполковник медицинской службы».
К воинскому званию гражданина, пребывающего в запасе или находящегося в отставке, добавляются соответственно слова «запаса», то есть «подполковник запаса» или «в отставке», то есть «подполковник в отставке».
В Российской Федерации для граждан, состоящих на работе в федеральных органах исполнительной власти, существует ряд специальных званий, таких как, например:
- «подполковник полиции» — в полиции (до 1 марта 2011 года «подполковник милиции» — в милиции) и органах наркоконтроля (с 2003 года по 2016 год)[5];
- «подполковник внутренней службы» — в органах внутренних дел Министерства внутренних дел Российской Федерации для граждан, проходящих службу в тыловых, финансовых, кадровых, штабных, медицинских подразделениях и Федеральной миграционной службе. Такие же специальные звания присваиваются сотрудникам других ведомств, среди которых: Государственная фельдъегерская служба, ФСИН Министерства юстиции России и Федеральная противопожарная служба МЧС России (кроме военнослужащих).
- «подполковник таможенной службы» — в таможенных органах Российской Федерации (Федеральная таможенная служба Министерства финансов Российской Федерации) для граждан, проходящих службу на должностях сотрудников таможенных органов.
- «подполковник налоговой полиции» — в налоговой полиции[6][7] (c 1992 по 2003 год).

К специальным званиям граждан, находящихся в отставке, также добавляются слова «в отставке».

### Знаки различия (Российская империя, СССР и Российская Федерация)
Образцы знаков различий Подполковника в Российской Империи, Союзе ССР и Российской Федерации (ОФ-4).
| Знаки различия                               | РИА                        | РИА              | РИА             | РККА СССР                           | РККА СССР        | РККА СССР     | РККА СССР         | ВС СССР                       | ВС СССР               | ВС СССР                   | ВС СССР           |
| -------------------------------------------- | -------------------------- | ---------------- | --------------- | ----------------------------------- | ---------------- | ------------- | ----------------- | ----------------------------- | --------------------- | ------------------------- | ----------------- |
| Шнур наплечный эполет погоны петличные знаки |                            |                  |                 |                                     |                  |               |                   |                               |                       |                           |                   |
|                                              |                            |                  |                 |                                     |                  |               |                   |                               |                       |                           |                   |
|                                              | шнур наплечный (1908—1917) | эполет (по 1911) | погон (по 1917) | комбат (петличный знак) (1919—1924) | … CB (1924—1935) | … (1935—1940) | … ВВС (1940—1943) | погон инженер ВМФ (1943—1955) | … полевой (1943—1955) | … парадный СВ (1955—1991) | … ВВС (1955—1991) |

| Знаки различия | ВС России               | ВС России                    | ВС России           | ВС России                    | ВС России                  | ВС России                       | ВС России          | ВС России          |
| -------------- | ----------------------- | ---------------------------- | ------------------- | ---------------------------- | -------------------------- | ------------------------------- | ------------------ | ------------------ |
| Погоны         |                         |                              |                     |                              |                            |                                 |                    |                    |
|                | Погон ВКС, ВДВ (с 2010) | … парадный ВКС, ВДВ (с 2010) | … СВ, РВСН (с 2010) | … парадный СВ, РВСН (с 2010) | … Морская авиация (с 2010) | … Береговые войска ВМФ (с 2010) | … полевой (с 2010) | … полиции (с 2013) |

## Германия
В германской армии званию подполковника соответствует звание «оберст-лейтенант» (нем. Oberstleutnant), которое возникло в XVII веке как эквивалент французского звания (фр. lieutenant-colonel). В германских вооружённых силах (рейхсвере и вермахте) обозначалось одной четырёхконечной звездой на погоне, завитом «косичкой». При этом майорский погон был пустым, а полковничий имел две таких же звезды.
Однако в бундесвере на погоне подполковника стали помещать две звезды, чтобы не создавать неудобств для союзников по НАТО в определении звания. Майор, таким образом, стал обозначаться одной звездой, а оберст (полковник) — тремя.
В армии ГДР оберст-лейтенант также имел две звёздочки, но они были расположены не вдоль погона, как в бундесвере, а поперёк — как у советского подполковника. При этом, в отличие от бундесвера, для старших офицеров армии ГДР сохранялся погон «косичкой».
- Погон подполковника кайзеровской армии, рейхсвера и вермахта (1888—1945)
- Погон подполковника ННА ГДР
- Бундесвер Хеер
- Бундесвер Люфтваффе

## США
В США званию подполковника соответствует ранг «полковник-лейтенант» (англ. lieutenant colonel). Как и в большинстве армий, он стоит между рангами майора и полковника. По уровню оклада — так называемому «pay grade» — он соответствует уровню O-5. Звание возникло во время Войны за независимость в США и было заимствовано из британской армии.
Американские подполковники командуют боевыми подразделениями батальонного состава численностью от 300 до 1000 военнослужащих.
В современной американской армии срок выслуги в постоянном звании от первичного офицерского звания (второй лейтенант) до подполковника составляет 19 лет, и, как правило, большинство кадровых офицеров уходят в отставку в этом звании.
В качестве знака различия применяется дубовый лист, такой же, как у майора, но не золотого, а серебряного цвета. В армии конфедератов во время Гражданской войны в США ранг подполковника обозначался двумя звёздами на воротнике.
При личном обращении к подполковнику допускается опускать первую часть звания и называть его «полковник» — аналогично тому, как обычно не делаются различия между различными градациями званий «лейтенант» и «генерал».
- Две звезды на воротнике подполковника армии конфедератов во время Гражданской войны в США
- Серебряный дубовый лист подполковника армии США

## Великобритания
В Британской армии (Сухопутные войска) и Королевской морской пехоте, а также во многих странах Британского содружества так же широко используется воинское звание (чин) «полковник-лейтенант» (lieutenant colonel), также, как и в США стоящее выше майора (major) и ниже полковника (colonel). Соответствующий чин (звание) в ВМС Великобритании — коммандер (commander), а в ВВС Великобритании — командир крыла (wing commander).
Знаком различия звания (чина) lieutenant colonel в Британской армии и Королевской морской пехоте, так же, как и во многих странах Британского содружества, служит корона, под которой продольно расположена одна четырёхугольная звёздочка. Такие звёздочки неофициально именуются pips, в народе их шутливо называют «бубями» (diamonds), а их официальное название — (Bath Stars) — «звёзды ордена Бани». Существующий ныне погон был введён в 1855 году. До этого подполковник обозначался одной короной.
Корона на погоне в разное время имела разный внешний вид (в зависимости от того монарха, который находился на престоле); на сегодня используется корона святого Эдуарда (the Crown of St Edward).
Большинство вооружённых сил стран Британского содружества используют аналогичные знаки различия, или добавляют название страны на погон с заменой короны государственным гербом и тому подобное.
В современных Сухопутных войсках «полковники-лейтенанты» обычно командуют формированиями уровня батальона, некоторые из которых (в артиллерии и бронетанковых частях) по традиции называются полками.
С 1 апреля 1918 по 31 июля 1919 года в ВВС Великобритании также использовалось звание lieutenant colonel. На следующий день, 1 августа 1919 года, оно было заменено званием (чином) командира крыла (wing commander).

## Знаки различия в других ВС
- Погон подполковника армии Шри-Ланки
- Знаки различия подполковника армии Родезии
- Полковник-лейтенант армии Азербайджана